# Frans van Amboise
Frans van Amboise (Parijs 1550 - aldaar, 1619) was een Frans schrijver en jurist.

## Biografie
Frans van Amboise werd geboren als een zoon van Jan van Amboise. Hij studeerde aan het Collège de Navarre retorica en filosofie. In 1572 begeleidde hij Hendrik van Frankrijk tijdens diens reis naar Polen voor diens kroning. Negen jaar later werd hij benoemd tot advocaat van de koning in zijn hofhouding. Daarna ontving hij nog verscheidene andere titels aan het Franse hof. Frans van Amboise was bevriend met enkele grote Franse schrijvers uit zijn tijd waaronder Robert Garnier. In 1619 stierf hij te Parijs en werd hij begraven in de Église Saint-Paul-Saint-Louis.